# Atlas der historischen deutschen Mundarten auf dem Gebiet der Tschechischen Republik
Das Atlas der historischen deutschen Mundarten auf dem Gebiet der Tschechischen Republik (ADT) ist ein internationales Gemeinschaftsprojekt von Wissenschaftlern und Universitäten in der Tschechischen Republik, in Deutschland und Österreich.
Die unmittelbaren Projektziele sind
- Erforschung und Dokumentation der deutschen Mundarten Böhmens und Mähren-Schlesiens mittels Befragung von Personen aus der nach dem Zweiten Weltkrieg dort verbliebenen deutschsprachigen Bevölkerung, solange dies noch möglich ist
- besondere Betrachtung tschechischer Einflüsse in den deutschen Dialekten und damit sprachliche Dokumentation des Zusammenlebens von Deutschen und Tschechen

## Forschungslage
Das Gebiet der heutigen Tschechischen Republik stellte bis 1945 einen Raum intensiver sprachlicher Kontakte zwischen dem Deutschen und dem Tschechischen dar. Der Wortschatz wird vom Sudetendeutschen Wörterbuch bearbeitet.
Eine detaillierte sprachgeographische Beschreibung der deutschen Mundarten in den böhmischen Ländern kam jedoch nie zustande. Was in den Jahren zwischen 1945 und 1989 aufgrund der politischen Situation unmöglich war, ist seit der Samtenen Revolution in den Bereich des Möglichen gerückt, und auch die verbliebene deutschsprachige Bevölkerung in der Tschechischen Republik ist zahlenmäßig groß genug, um eine große sprachwissenschaftliche Enquete zu rechtfertigen. Dies jedenfalls ist die Erkenntnis aus den in den letzten Jahren von Bayern und Österreich aus – im Rahmen des Bayerischen Sprachatlas und des Sprachatlas von Oberösterreich – in der Tschechischen Republik bei Verbliebenen durchgeführten Dialektaufnahmen.

## Forschungsziel
Vorrangiges Ziel ist es, die deutschen Mundarten Tschechiens, wie sie mit ihren letzten Sprechern noch greifbar sind, zu dokumentieren und zu beschreiben. Innerhalb der nächsten Jahre ist mit dem endgültigen Erlöschen des Deutschen in der Tschechischen Republik zu rechnen. Die Sprache der verbliebenen deutschen Muttersprachler ist auf weiten Strecken konservativ bis archaisch, meist auf dem Stand von 1945 stehengeblieben.
Für die Sprachwissenschaft, d. h. insbesondere die deutsche Mundartforschung ist die Erforschung der angrenzenden deutschen Dialekte, die gleichsam zeitversetzt ältere Zustände der eigenen Mundarten repräsentieren, von großer Wichtigkeit für die Erforschung auch dieser eigenen Mundarten.

## Methode
Das Unternehmen ADT sieht sich in der Tradition der sogenannten „oberdeutschen Kleinraumatlanten“, die dort erprobte und angewandte Methode wird ebenso übernommen wie der größte Teil des seit langem bewährten Fragenkatalogs.
Im oberdeutschen Raum arbeiten germanistische Linguisten seit über 50 Jahren an dialektologischen Atlasunternehmen. Diese Sprachatlanten werden, alle grammatischen Ebenen umfassend, durch direkte Befragung vor Ort und mit einem engen Ortsnetz erhoben. Der dabei verwendete Fragenkatalog wird an die jeweils spezifische Situation angepasst, und so ist auch für das Projekt ADT, in Anlehnung an das für den Bayerischen Sprachatlas sowie für den Sprachatlas von Oberösterreich (SAO) verwendete, ein eigenes Fragebuch erstellt worden. Anpassungen waren vor allem deshalb notwendig, weil das Untersuchungsgebiet des ADT auch mitteldeutsche Mundarten einschließt und der tschechisch-deutsche Sprachkontakt in angemessener Weise thematisiert werden soll. Der Fragenkatalog für den ADT existiert als 2-bändiges Fragebuch mit 2960 Fragen für Vollaufnahmen und als Kurzfragebuch mit 865 Fragen für Kurzaufnahmen.
Das Untersuchungsgebiet wird durch einen genau definierten Raster in 600 Planquadrate aufgeteilt, in denen jeweils eine Aufnahme gemacht werden soll. Eine Vollaufnahme ist nur für jeden vierten Ort vorgesehen. Die Befragung findet durch ausgebildete Sprachwissenschaftler statt, die die Antworten der Gewährsleute in einer Variante der Teuthonista-Transkription aufzeichnen und Teile des Erhebungsgesprächs auf DAT-Kassetten aufnehmen.
Die Erhebungen haben 2001 begonnen und waren 2010 im Wesentlichen abgeschlossen. Die Publikation erschien 2020. 